# Hakuyō Fuchikami
Hakuyō Fuchikami (淵上 白陽 Fuchikami Hakuyō, 14 tháng 11, 1889 – 8 tháng 2, 1960) là một trong những nhiếp ảnh gia Nhật Bản nổi bật nhất trong nửa đầu thế kỷ 20.

## Tiểu sử
Fuchikami sinh ra ở tỉnh Kumamoto và học tại Saga và Nagasaki.
Năm 1922, Fuchikami đã tổ chức Nihon Kōga Geijutsu Kyōkai (Hiệp hội nghệ thuật nhiếp ảnh Nhật Bản, 日本 光 画 芸) và xuất bản số đầu tiên của tạp chí nhiếp ảnh  Hakuyō  (陽). Ông tiếp tục xuất bản tạp chí này cho đến năm 1926.
Năm 1928, Fuchikami chuyển đến Mãn Châu và được Công ty Đường sắt Nam Mãn Châu (満 洲 鉄, 満), và năm 1933 trở thành biên tập viên chính của tạp chí nhiếp ảnh của công ty Manshū Gurafu (満 洲, ".
Năm 1932, cùng với các nhiếp ảnh gia khác ở Mãn Châu, Fuchikami đã tổ chức Manshū Shashin Sakka Kyōkai (満 洲 写真, Hiệp hội nghệ sĩ nhiếp ảnh Manchuria) và xuất bản Hikaru oka (る 丘, "Shining Hills").
Các tác phẩm dựa trên Mãn Châu của Fuchikami phát triển từ nghệ thuật tượng hình Nhật Bản và lấy cảm hứng từ các bức tranh của Trường Barbizon Pháp và các bức tranh và ảnh của mục sư thế kỷ 20. Tuy nhiên, sau khi thành lập Manchukuo vào năm 1932, họ cũng phản ánh ảnh hưởng của nhiếp ảnh 'Nhiếp ảnh mới' và nhiếp ảnh gia Liên Xô. Liên Xô xây dựng định kỳ của Liên Xô trong Xây dựng là nguồn cảm hứng đặc biệt quan trọng cho các mô tả của Fuchikami về khai thác và lắp đặt công nghiệp ở Manchukuo.
Trong một bài báo xuất bản năm 2014 Philip Charrier lập luận rằng việc mô tả Manchukuo của Fuchikami như một thiên đường nông nghiệp vượt thời gian đã gây hiểu lầm liên quan đến các dự án công nghiệp hóa và đô thị hóa mạnh mẽ và đột phá đang được thực hiện bởi người Nhật ở đông bắc Trung Quốc. Trong bối cảnh thời đại nó có chức năng tuyên truyền ủng hộ dự án thực dân Nhật Bản trong khu vực.
Năm 1941, Fuchikami trở về Nhật Bản và tiếp tục chụp ảnh cho đến khi qua đời.

## Triển lãm
- Nhiếp ảnh nghệ thuật trang trí tại Nhật Bản (Kosei-ha no Jidai, Shōki Modanizumu no Shashin Hyōgen, 構成 派 の 時代 ダ ニ ズ ム の 写真 表現) tại Bảo tàng nghệ thuật thành phố Nagoya (市), 1992
- The Utopia miêu tả (Ikyō no Modanizumu, 異 郷 の モ ダ ニ ズ ム), tại Bảo tàng nghệ thuật thành phố Nagoya (市), 1994